# Gromada Buczkowice
Gromada Buczkowice war eine Verwaltungseinheit in der Volksrepublik Polen zwischen 1954 und 1972. Verwaltet wurde die Gromada vom Gromadzka Rada Narodowa, dessen Sitz sich in Buczkowice befand und der aus 27 Mitgliedern bestand.

Die Gromada Buczkowice gehörte zum Powiat Bielski in der Woiwodschaft Katowice (damals Stalinogród) und bestand aus der ehemaligen Gromada Buczkowice der aufgelösten Gmina Bystra-Wilkowice.

Zum 31. Dezember 1972 wurde die Gromada Buczkowice aufgelöst und am 1. Januar 1973 Teil der neu gebildeten Gmina Buczkowice.